# ANA Wings
ウイングス株式会社

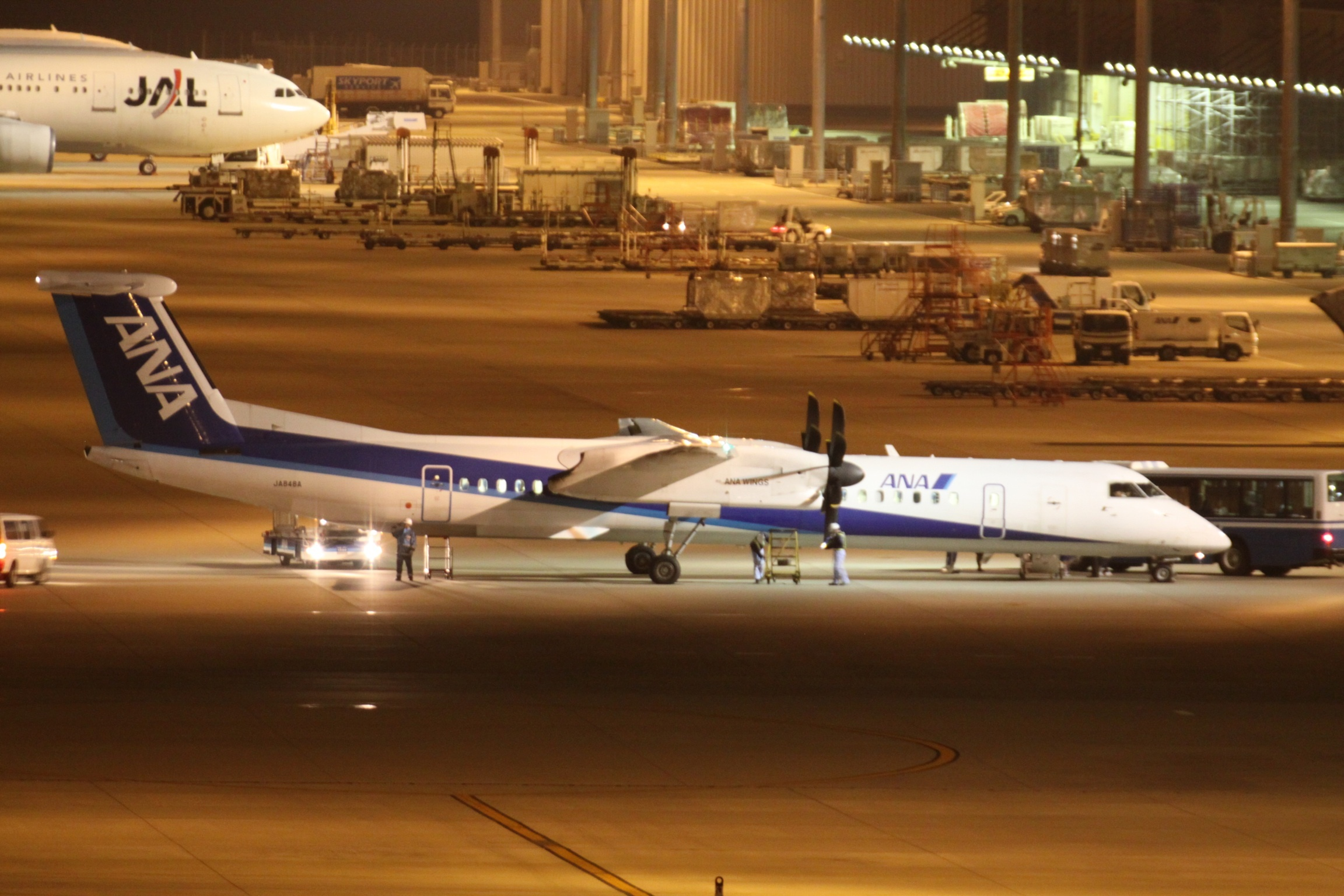
Bombardier Dash 8 d'ANA Wings à l'Aéroport international du Chūbu de Nagoya, au Japon. (2012)

ANA Wings Co., Ltd. (ANAウイングス株式会社 ANA Uingusu Kabushiki Kaisha) est une compagnie aérienne régionale basée à l'Aéroport international de Tokyo-Haneda (Haneda) à Ōta, Tokyo, (Japon), filiale d'All Nippon Airways (ANA). Elle est née le 1er octobre 2010 de la fusion d'Air Next, Air Central et Air Nippon Network.

## Histoire

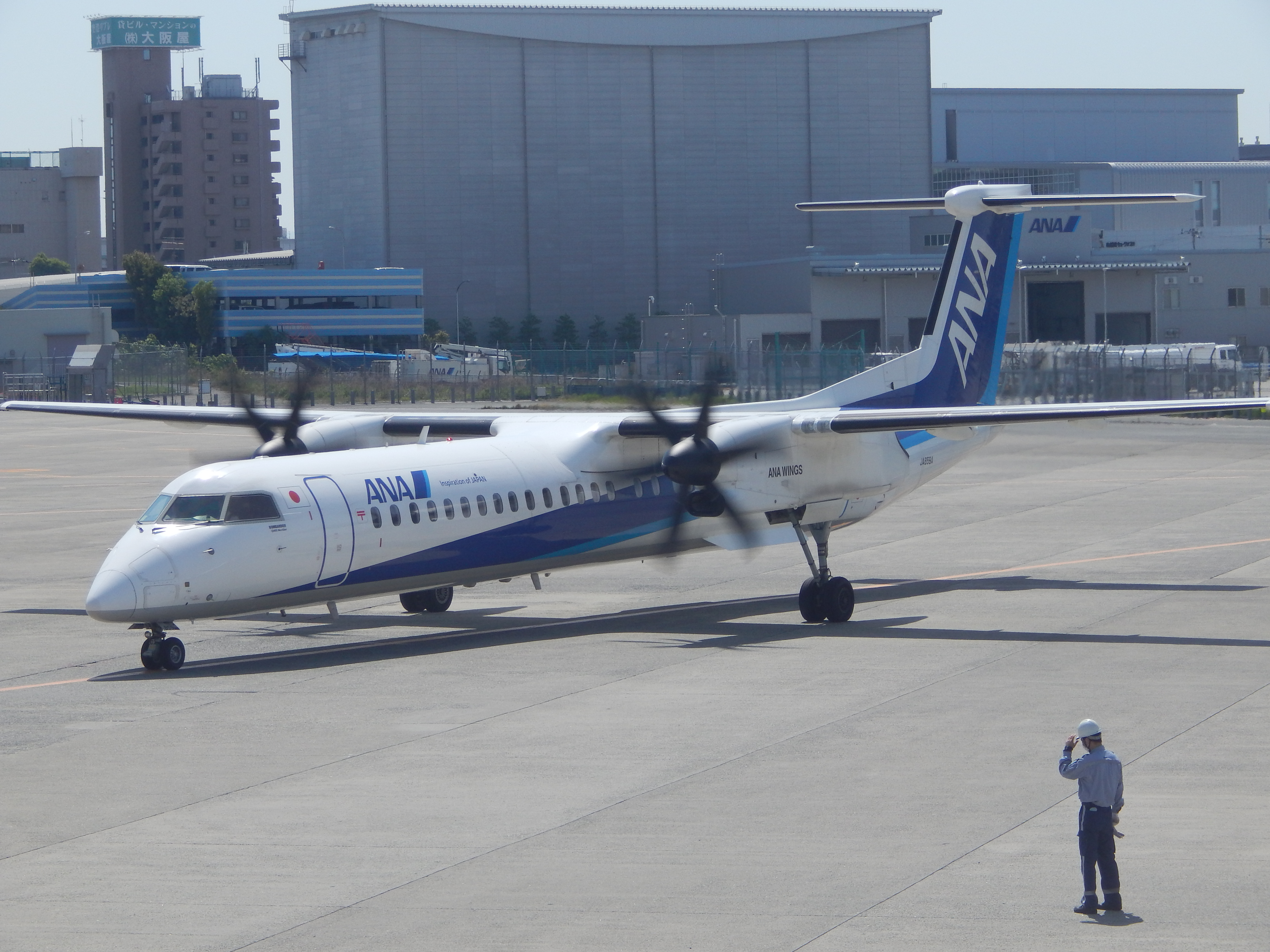
Un avion d'ANA Wings à Osaka

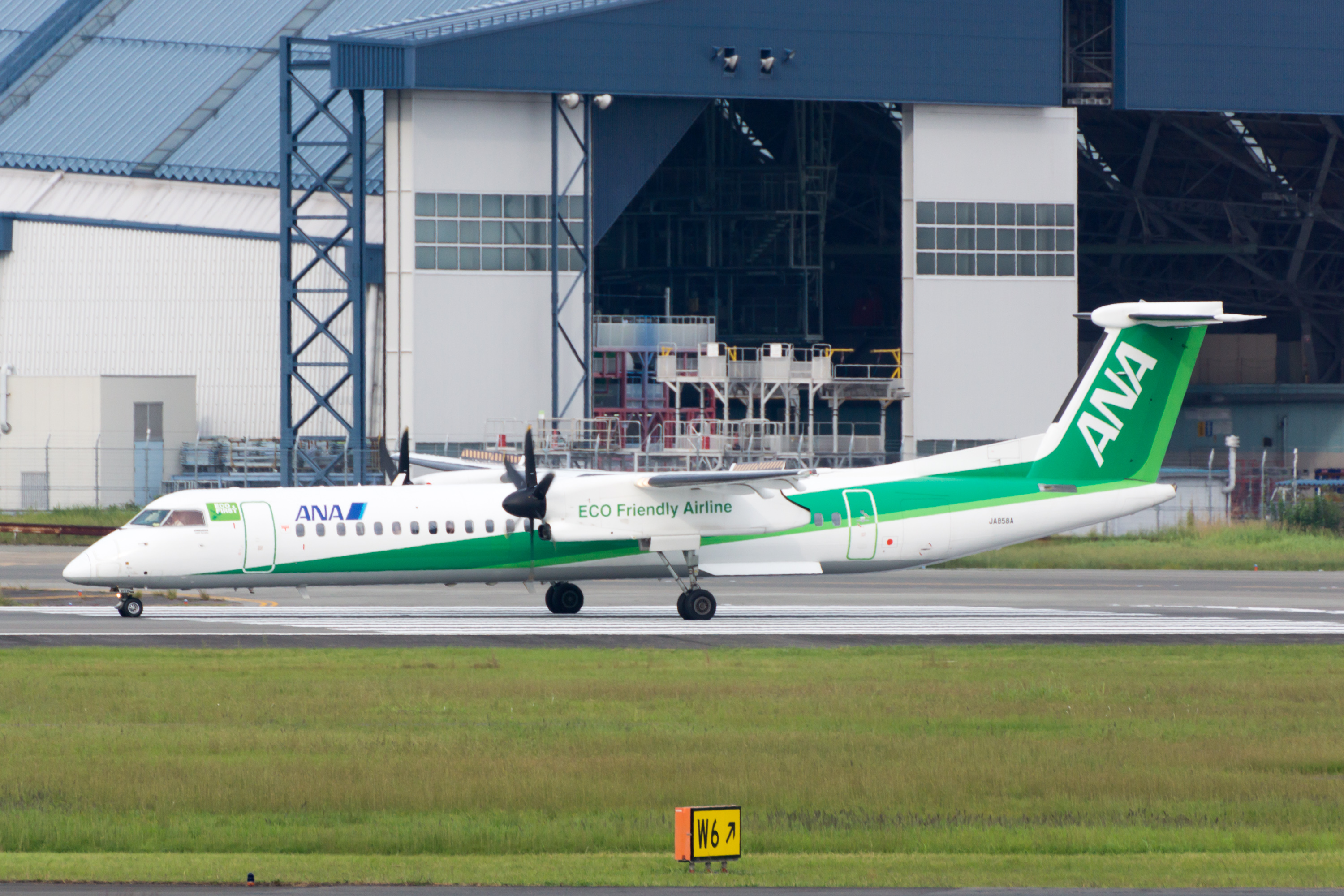
Dash 8 d'ANA Wings, avec une livrée verte spéciale "Eco-Bom / Eco Friendly Airline"

## Destinations
ANA Wings propose les destinations suivantes (en août 2014):
| Base       |
| Saisonnier |

## Flotte
La flotte d'ANA Wings comprend les appareils suivants (en octobre 2020) :

### Ancienne flotte

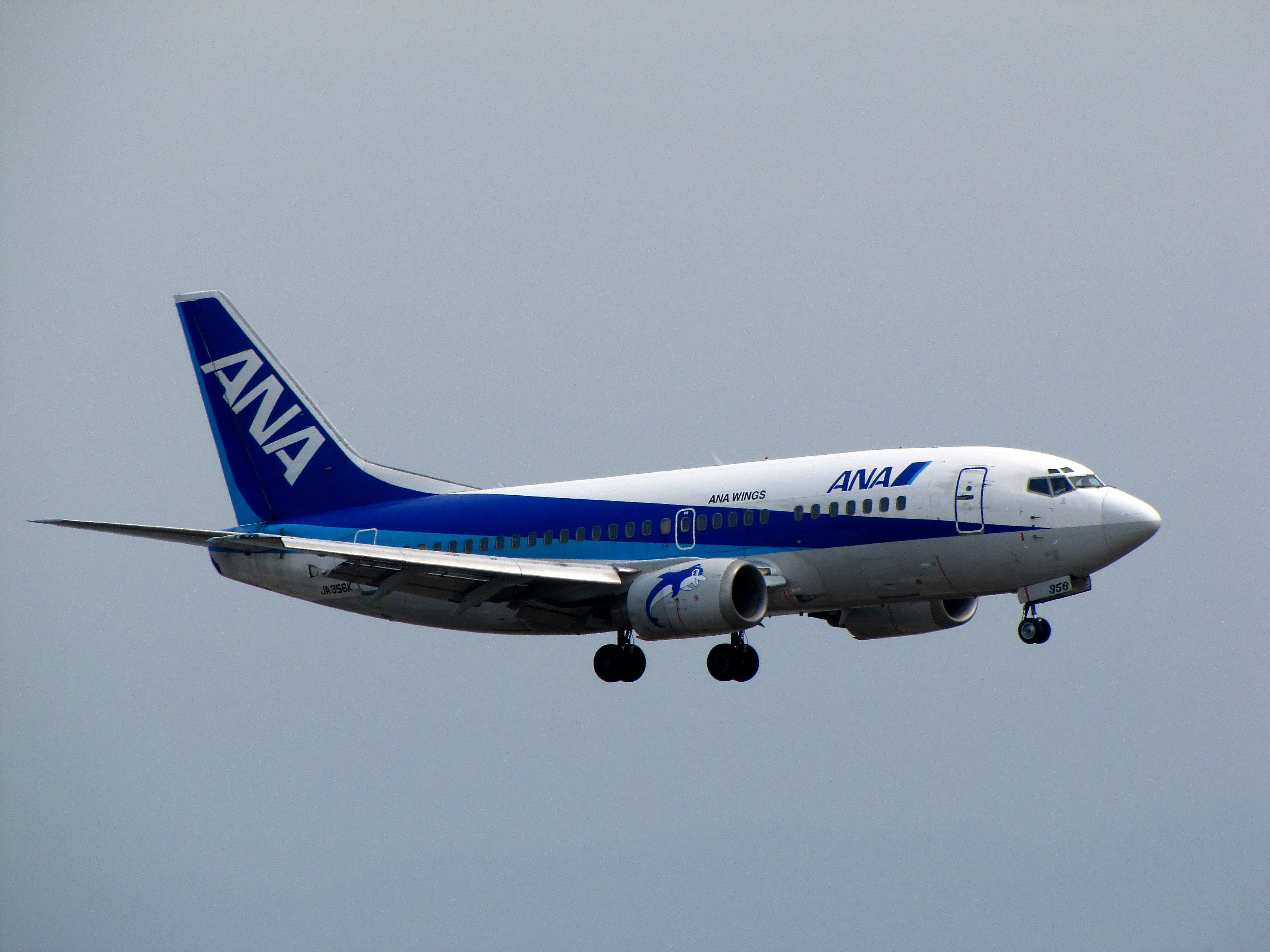
Un Boeing 737-500 d'ANA Wings à l'atterrissage à l'Aéroport international du Kansai d'Osaka, au Japon. (2012)